# Evangelische Stiftung Volmarstein

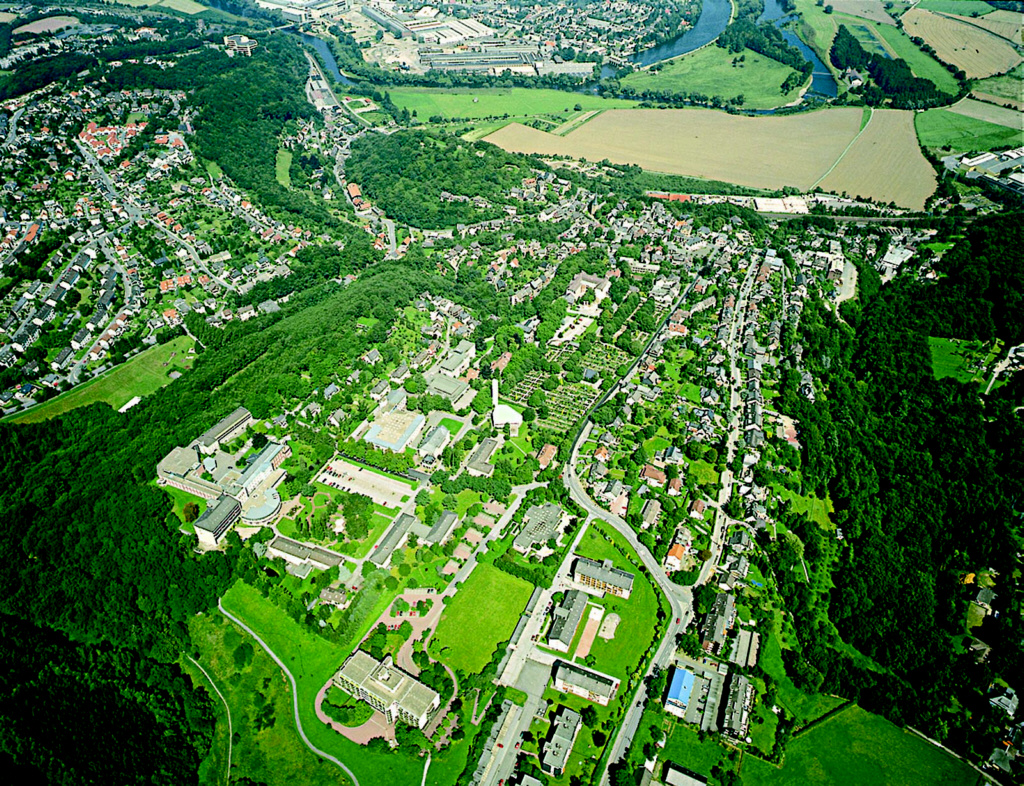
Luftbild

Die Evangelische Stiftung Volmarstein (ESV) ist eine diakonische Einrichtung der Behindertenhilfe, Senioren- und Krankenhilfe mit Hauptsitz in Wetter-Volmarstein. Weitere Einrichtungen befinden sich im Stadtgebiet von Wetter, Witten, Dortmund, Hagen, Ennepetal, Schwelm, Gevelsberg sowie in Ivenack.

## Allgemein
Die Evangelische Stiftung Volmarstein wurde im Jahre 1904 von dem Volmarsteiner Pfarrer Franz Arndt gegründet und ist in der Körperbehinderten- und Krankenpflege tätig. Im Laufe der Zeit hat sie sich zu einer Komplexeinrichtung der diakonischen Behinderten-, Kranken- und Seniorenhilfe entwickelt.
Im Laufe der Zeit wurde auch der Name der Stiftung mehrfach verändert. Nach dem anfänglichen Namen 'Krüppelanstalt' wurde noch der Name „Orthopädische Anstalten Volmarstein (OAV)“ genutzt, bevor sie in die „Evangelische Stiftung Volmarstein“ umbenannt wurde.

Insgesamt werden in allen Volmarsteiner Einrichtungen mehr als 3000 Kinder, Jugendliche, Erwachsene und Senioren sowie mehrere tausend Patienten pro Jahr betreut.

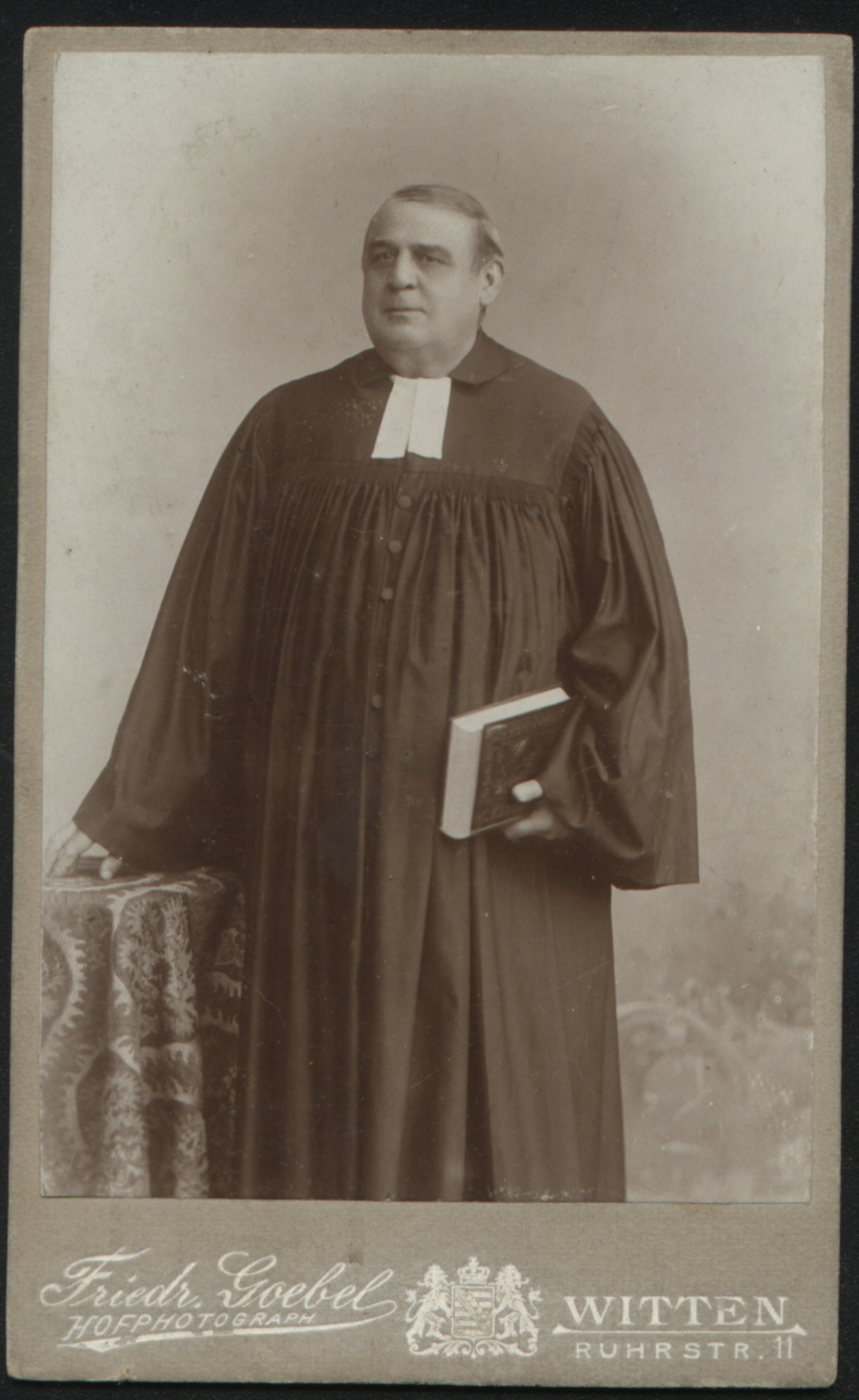
Der Stiftungsgründer, Pfarrer Franz Arndt

Sie ist eine rechtsfähige evangelische Stiftung privaten Rechts.

## Einrichtungen
Zur Evangelischen Stiftung Volmarstein zählen die folgenden Teilbereiche und Einrichtungen:
Behindertenhilfe
- Wohnbereiche für behinderte Kinder und behinderte Erwachsene in der Region und auch in Mecklenburg-Vorpommern

Krankenhäuser
- Orthopädische Klinik Volmarstein
- Ortho-Klinik Dortmund
- Evangelisches Krankenhaus Hagen-Haspe

Schule und Beruf
- Oberlinschule, Förderschule mit dem Förderschwerpunkt körperliche und motorische Entwicklung, private Ersatzschule
- Werner-Richard-Berufskolleg
- Berufsbildungswerk Volmarstein
- Werkstätten für behinderte Menschen

Seniorenhilfe
- Alten- und Pflegeheime für alte Menschen (Verbundsystem offener ambulanter, teilstationärer und stationärer Pflege- und Betreuungsleistungen sowie Tagespflege)

Beratung und Therapie
- Ambulante Dienste und Beratungsstellen
- integrative Rehabilitationsmedizin
- Therapiedienste Volmarstein (TDV)

Dienstleistungen im Sozial- und Gesundheitswesen
- Forschungsinstitut Technologie und Behinderung (FTB)
- Rechenzentrum Volmarstein (RZV)